# Lucas Nussbaum
Lucas Nussbaum (Grenoble, 26 de septiembre de 1981) es un ingeniero en computación francés y profesor asistente en la Universidad de Lorraine, en el área de investigación del laboratorio LORIA.

## Líder del proyecto Debian
Nussbaum fue elegido como líder del proyecto Debian en el mes de abril de 2013. Él ha sido desarrollador del proyecto Debian desde el año 2007. Desde entonces, se ha mantenido activo en diferentes tareas, tales como encargado de Ruby y la base de datos universal del Debian.
Durante la elección del 2012, el anterior líder Stefano Zacchiroli anunció que ese sería su último ciclo, por lo que no participó en las elecciones del 2013. Nussbaum compitió directamente en contra de Gergely Nagy y Moray Allan.
Su ciclo comenzó el 17 de abril de 2013.